# 7-es busz (Ózd)
Az ózdi 7-es jelzésű autóbuszvonal az Autóbusz-állomás, a Vasútállomás és Szenna között húzódik, amelyet a MÁV Személyszállítási Zrt. üzemeltet.

## Története
A 7-es helyijárat a város tömegközlekedésének első buszjárataival együtt indult, ugyanezen az útvonalon. A városrész kialakulása az Ózdi Vasgyár szénigényének köszönhető, mellyel együtt a tömegközlekedés bevezetése is szükségessé vált. Egy időben 7A jelzéssel a szennai fűszerboltig is közlekedtek rövidített autóbuszjáratok, de manapság az összes a fordulóig tart.
A Volánbusz első körben 74-es buszt indított a buszállomás és a táblai temető között Szenna érintésével. Ezt a lépést követte a 2022-es új vonalhálózat kialakítása, mellyel több, közvetlen kapcsolatot alakító járat üzemje kezdődött. A 47-es/74-es vonalak körjárattá alakultak Tábla és Szenna között, a 76-os járatok Somsályra, a 78-as buszok Urajra és Susára közlekednek.

## Útvonala
| Autóbusz-állomás – Szenna | Szenna – Autóbusz-állomás |
| --- | --- |
| Autóbusz-állomás ➝ Munkás út ➝ Jászi Oszkár utca ➝ Volny József út ➝ Akácos út ➝ Velencetelep ➝ Damjanich út ➝ Szenna, autóbusz-forduló | Szenna, autóbusz-forduló ➝ Damjanich út ➝ Petőfi Sándor út ➝ Velencetelep ➝ Volny József út ➝ Jászi Oszkár utca ➝ Munkás út ➝ Autóbusz-állomás |

## Közlekedése
Az autóbuszjáratok csak hétköznap és szombati napokon közlekednek. Vasárnaponta kihasználatlanok lennének az önálló 7-es járatok, így akkor legtöbbször 78-as buszok térnek be Szennára.
| Viszonylat                            | Indításszám     | Közlekedési rend          |
| ------------------------------------- | --------------- | ------------------------- |
| Autóbusz-állomás – Szenna, aut. ford. | 7 oda, 6 vissza | tanítási napokon          |
| Autóbusz-állomás – Szenna, aut. ford. | 5 oda, 4 vissza | tanszünetben munkanapokon |
| Autóbusz-állomás – Szenna, aut. ford. | 3 oda, 2 vissza | szabadnapokon             |

### Járművek
Az autóbuszvonalon szóló járművek közlekednek, melyek legtöbbje Ikarus V134 vagy Volvo 7000-es buszok, azonban alkalmanként az NRL-919 rendszámú Mercedes-Benz Intouro – egy jellemzően Miskolcra járó busz – is megfordul itt.

## Megállóhelyei
| 0 | Autóbusz-állomás végállomás         | 0.0 km | 0  | 1, 2, 2A, 3, 4, 6, 8, 12, 20A, 21, 26, 47, 68, 74, 76, 78 1031, 1034, 1051, 1369, 1384, 1411 3410, 3770, 3773, 4101, 4102, 4104, 4140, 4145, 4147, 4148, 4150, 4151, 4153, 4155, 4157, 4158, 4160, 4161, 4180, 4185, 4186 |
| 1 | Gyujtó tér                          | 0.3 km | 1  | 2, 2A, 4, 6, 8, 12, 20, 20A, 21, 23, 47, 63, 68, 74, 76, 78 4102 |
| 2 | Vasútállomás                        | 1.2 km | 3  | 4, 8, 12, 21, 47, 68, 74, 76, 78 1369, 1384, 1410, 1411 3770, 3773, 4104, 4140, 4145 személyvonat – Ózd (92) |
| 3 | Velence Étterem                     | 1.8 km | 5  | 4, 47, 74, 76, 78 4104 |
| 4 | Damjanich utca 90.                  | 2.5 km | 7  | 47, 74, 76, 78 |
| 5 | Damjanich utca 136.                 | 3.1 km | 9  | 47, 74, 76, 78 |
| 6 | Szenna, fűszerbolt                  | 3.7 km | 11 | 47, 74, 76, 78 |
| 7 | Szenna, autóbusz-forduló végállomás | 4.3 km | 12 | 47, 74, 76, 78 |